# قلعه بهرام
قلعه بهرام مربوط به دوره ساسانیان است و در ۲۰ کیلومتری شمال غربی، در مسیر جاده پل‌دختر به خرم‌آباد واقع شده و این اثر در تاریخ ۱۰ مهر ۱۳۸۰ با شمارهٔ ثبت ۴۰۰۰ به‌عنوان یکی از آثار ملی ایران به ثبت رسیده‌است.